# Terciário
Na escala de tempo geológico, o Terciário era um antigo período da era Cenozoica do éon Fanerozoico. O terciário era dividido em 2 períodos, o paleogeno e o neogeno. E congregava as épocas Paleocena, Eocena, Oligocena, Miocena e Pliocena.
Não integra mais o Quadro Estratigráfico Internacional da Comissão Internacional sobre Estratigrafia da União Internacional de Ciências Geológicas.
A expressão antiga "extinção K-T", hoje extinção K-Pl faz referência ao Terciário (K = Cretáceo, T = Terciário)
A lacuna deixada pela extinção do período Terciário deu lugar a dois novos períodos no Quadro Estratigráfico Internacional: O período Paleógeno (constituído pelas épocas Paleoceno, Eoceno e Oligoceno); e o período Neógeno (constituído pelas épocas Mioceno e Plioceno). Mantém-se, no final da era Cenozoica, o período Quaternário (constituído pelas épocas Pleistoceno e Holoceno).